# Cantonul Rochefort-en-Terre
Cantonul Rochefort-en-Terre este un canton din arondismentul Vannes, departamentul Morbihan, regiunea Bretania, Franța.

## Comune
- Caden
- Limerzel
- Malansac
- Pluherlin
- Rochefort-en-Terre (reședință)
- Saint-Congard
- Saint-Gravé
- Saint-Laurent-sur-Oust